# Isoetes colombiana
Isoetes colombiana är en kärlväxtart som först beskrevs av T.C. Palmer, och fick sitt nu gällande namn av Hans Peter Fuchs. Isoetes colombiana ingår i släktet braxengräs, och familjen Isoetaceae. Inga underarter finns listade i Catalogue of Life.